# Eocene Thermal Maximum 2
Das  Eocene Thermal Maximum 2 (ETM-2), auch H-1-Ereignis oder Elmo-Ereignis genannt, war eine vorübergehende Periode globaler Erwärmung, die sich im Warmklima vor ca. 53,7 Millionen Jahren ereignete. Es scheint dies die zweite Wärmeanomalie zu sein, die den langen Erwärmungstrend vom späten Paleozän über das frühe Eozän (vor 58 bis 50 Mio. Jahren) markiert.
Beide Wärmeanomalien liefen in aus geologischer Sicht kurzer Zeit ab (<200.000 Jahre) und waren geprägt von globaler Erwärmung und massivem Kohlenstoffeintrag in den Kohlenstoffkreislauf. Das stärkste und am besten studierte Ereignis, das Paläozän/Eozän-Temperaturmaximum (PETM bzw. ETM-1) ereignete sich ca. 2 Millionen Jahre vor dem ETM-2, also ca. vor 55,5 Millionen Jahren. Weitere Wärmeanomalien folgten auf ETM-2 vor 53,6 Mio. Jahren (H-2), 53,3 Mio. Jahren (I-1) und 52,8 Mio. Jahren, die als K, X oder ETM-3 bezeichnet werden. Die Anzahl, Nomenklatur, das absolute Alter und der relative globale Effekt der Wärmeanomalien des Eozäns sind Gegenstand laufender wissenschaftlicher Untersuchungen. Auf jeden Fall scheinen die Wärmeanomalien das frühe eozäne Klimaoptimum herbeigeführt zu haben, das wärmste Intervall des Känozoikums. Sie fanden definitiv vor dem Azolla-Ereignis vor ca. 49 Mio. Jahren statt.
ETM-2 kann in Sedimentstrukturen durch Analyse stabiler Kohlenstoffisotope in Kohlenstoff-führendem Material klar erkannt werden. Das 13C/12C-Verhältnis des Kalziumkarbonats oder organischen Materials fällt im Verlauf des Ereignisses signifikant ab. Die Ereignisse haben damit Ähnlichkeit mit dem PETM, obgleich der Betrag der negativen Kohlenstoff-Isotop-Exkursion geringer ausfällt. Der zeitliche Ablauf der Störungen des Erdsystems im Verlauf des ETM-2 laufen auch anders ab als während des PETM. ETM-2 setzte über eine längere Zeitdauer als PETM ein (etwa 30.000 Jahre), wohingegen die „Erholzeit“ kürzer war (etwa 50.000) Jahre. In beiden Fällen ist zu bedenken, dass die Zeitdauer der Abläufe nur sehr schwer genau zu rekonstruieren ist.
Auch bei weit voneinander entfernten Fundstellen kennzeichnet eine lehmreiche Schicht ETM-2 in den Meeressedimenten. Bei Proben, die im Rahmen des Ocean Drilling Program aus der Tiefsee gewonnen wurden – z. B. Leg 208 des Walfischrückens – wurde diese Schicht durch Lösung von Kalziumkarbonaten verursacht. In Abschnitten, die sich an Kontinentalrändern bildeten – so z. B. die, die sich entlang des Waiau Toa / Clarence River zeigen – werden die lehmreichen Schichten durch Ausschwemmen von im Überfluss vorhandenem Bodenmaterial hervorgerufen, das in den Ozean eingebracht wurde. Ähnliche Änderungen der Sedimentanreicherung wurden im Verlauf des PETM gefunden. In Sedimentproben, die vom Lomonossow-Rücken des Arktischen Ozeans stammen, lassen sich sowohl in ETM-2 wie auch in PETM Anzeichen höherer Temperaturen, niedrigerer Salinität und einer niedrigeren Sauerstoffkonzentration nachweisen.
Es wird angenommen, dass PETM und ETM-2 ähnliche Ursachen gehabt haben. Die Erforschung der genauen Ursachen ist jedoch bis jetzt Gegenstand laufender Forschungsarbeiten. Während beider Ereignisse wurde eine enorme Menge 13C-abgereicherten Kohlenstoffs in Atmosphäre und Ozeane verbracht. Dies führte zu einem sinkenden 13C/12C-Verhältnis der kohlenstoffführenden Sedimente. Eine damit einhergehende Erwärmung und aus dieser resultierende Veränderung und Intensivierung des Wasserkreislaufs könnte die Erosionsrate erhöht und größere Mengen Materials von den Kontinenten in die Meere transportiert haben. Dies würde die in großem Umfang stattfindenden Sedimentablagerungen an den Kontinentalhängen erklären.
Der starke Anstieg der atmosphärischen Kohlendioxid-Konzentration kann nur zwischen ein und 3,5 Grad des beobachteten Temperaturanstiegs erklären. Nach einer 2009 in Nature veröffentlichten Studie ist von weiteren, bislang unbekannten Ursachen auszugehen. Die Autoren weisen darauf hin, dass die möglichen Auswirkungen dieser Faktoren auch heute bei der Beurteilung künftiger Klimawandel berücksichtigt werden sollten.
Das H-2-Ereignis war vermutlich eine kleinere Wärmeanomalie und folgte auf ETM-2 (H-1) nach ca. 100.000 Jahren. Dies führte zu Spekulationen, dass beide Ereignisse in irgendeiner Form gekoppelt waren und durch Änderungen der Exzentrizität der Erdumlaufbahn verursacht worden sein könnten.